# Nicolas Hulot
Pour les articles homonymes, voir Hulot.
Nicolas Hulot [nikɔla ylo], né le 30 avril 1955 à Lille, est un journaliste, reporter, animateur et producteur de télévision, écrivain, militant écologiste, homme d'affaires et homme politique français.
Avant de faire son entrée dans le monde médiatique, il est moniteur de planche à voile.
D'abord connu du public pour son émission télévisée Ushuaïa, il s'engage dans la protection de l'environnement et la sensibilisation du grand public sur les questions écologiques.
En 1990 Nicolas Hulot crée la Fondation Ushuaïa, qui devient ensuite la Fondation Nicolas-Hulot pour la nature et l'homme. Critiqué par une partie du mouvement écologiste français comme étant trop consensuel, il est coauteur du film, sorti en 2009, Le Syndrome du Titanic, visant à interpeller sur l’« urgence écologique ».
Désireux que les questions écologiques urgentes pèsent dans la campagne de l’élection présidentielle de 2007, il renonce à se présenter après avoir obtenu la signature du Pacte écologique par la plupart des principaux candidats. Candidat à la primaire présidentielle écologiste de 2011 en vue de l'élection présidentielle française de 2012, il est battu par Eva Joly.
Après avoir refusé le ministère de l'Écologie successivement proposé par les présidents Jacques Chirac, Nicolas Sarkozy et François Hollande, il accepte en 2017 d'être nommé ministre d'État, ministre de la Transition écologique et solidaire, au sein des gouvernements Philippe I et II, sous la présidence d'Emmanuel Macron. En désaccord avec plusieurs mesures prises par l’exécutif, il quitte le gouvernement quinze mois plus tard.
Il annonce « quitter définitivement la vie publique » et la présidence de sa fondation en novembre 2021, après avoir été accusé par plusieurs femmes d'agressions sexuelles et de viol et y avoir opposé un démenti catégorique global. L'enquête est classée sans suite pour prescription en 2022.

## Biographie

### Famille
Son grand-père paternel, architecte, vivait dans le même immeuble parisien que le cinéaste Jacques Tati, lequel s'en est inspiré pour créer le personnage de Monsieur Hulot dans Les Vacances de monsieur Hulot (1953),.
Son arrière-grand-père maternel, Georges Moulun, était un riche industriel qui tira sa fortune de la construction des premiers barrages hydroélectriques français, et qui « perdit au jeu son dernier fusil de chasse ».
Nicolas Jacques André Hulot naît le 30 avril 1955 à Lille du mariage de Philippe Hulot, chercheur d'or et créateur de jardins, et de Monique Moulun, responsable de maisons de santé. Il a un frère, Gonzague, et une sœur, Béatrice.
Philippe Hulot meurt d'un cancer et laisse orpheline une famille de trois enfants alors que Nicolas a tout juste 15 ans. Quatre années plus tard, le soir de Noël, Nicolas et sa sœur découvrent le corps de leur frère aîné, censé faire le tour du monde depuis trois mois, suicidé à la cave ; voulant ménager leur mère, ils préfèrent n'en parler que le lendemain matin.

### Formation, débuts comme photographe
Nicolas Hulot est élève au collège Fénelon-Sainte-Marie avant d'intégrer le lycée Saint-Jean-de-Passy, établissement d'enseignement privé catholique sous contrat d'association avec l'État, dans le 16e arrondissement de Paris, puis au collège Sasserno, autre établissement d'enseignement privé catholique, situé à Nice. Après le baccalauréat, il entame des études de médecine à l'université Pierre-et-Marie-Curie, qu'il abandonne au bout de six mois.
Il est successivement plagiste, moniteur de voile, serveur, puis photo-reporter,.
De 1975 à 1979 il est engagé par Gökşin Sipahioğlu, fondateur de l'agence de presse Sipa.
En 1976 il part pour le Guatemala après le tremblement de terre qui a fait 20 000 morts. La même année, grâce à un ami, il part en reportage en Afrique du Sud avec le navigateur Éric Tabarly. En 1977 il est en Rhodésie, en pleine guerre d'indépendance, et interviewe Ian Smith, le Premier ministre. En 1978, après l'enlèvement du baron Empain, il mène une surveillance, planqué pendant 46 jours dans une voiture devant le domicile du baron, mais s'absente au moment où le baron est libéré par ses ravisseurs et manque le cliché espéré. Le 2 novembre 1979 il refuse de photographier la mort de Jacques Mesrine alors qu'il est parmi les premiers sur les lieux de la fusillade.

### Carrière dans l'audiovisuel
Nicolas Hulot commence sa carrière dans les médias à France Inter de 1978 à 1987.
Il fait ses débuts à la télévision dans une émission pour enfants, Les Visiteurs du mercredi en 1980, avant Les Pieds au mur (1982-1983). Puis il se fait connaître comme animateur-reporter en soirée sur France Inter sur des événements moto, sa chronique s'appelant La Poignée dans le coin.
Pour mieux raconter la course, Nicolas Hulot participe au deuxième rallye Paris-Dakar en 1980 dans la catégorie autos mais doit abandonner avant l'arrivée. Suivra une participation à l'expédition transafricaine en 1986 au volant d'une Peugeot 505 Dangel (prototype équipé d'un moteur essence V6 PRV spécialement préparé pour lui)[source insuffisante].
De 1987 à 1995 il présente l'émission télévisée Ushuaïa, le magazine de l'extrême, diffusée sur TF1 et co-produite avec Dominique Cantien. Grâce à cette émission il devient un familier des téléspectateurs et l'un des grands porte-parole français de la sauvegarde de la nature de ces 20 dernières années. En 1996 et 1997 il présente Opération Okavango, puis Ushuaïa Nature de 1998 à 2012. Le 29 décembre 2011 TF1 et Nicolas Hulot annoncent la fin du contrat qui les liait. Quatre épisodes seront cependant encore diffusés, jusqu'en avril 2012 où l’émission prend fin.
Il est l'inspirateur de la nouvelle chaîne Ushuaïa TV, lancée sur le câble en mars 2005 et appartenant au Groupe TF1.
Son émission Ushuaïa Nature obtient le 7 d'or de la meilleure émission de découverte, aventure et évasion en 1999 et 2001, puis il reçoit le prix Roland-Dorgelès dans la catégorie Télévision en 2002.

### Fondation Nicolas-Hulot pour la nature et l'homme
Il crée en 1990 la Fondation Ushuaïa (d'où son attribution du prix André-de-Saint-Sauveur en 1991 par l'Académie des sports, prix en faveur d'exploits sportifs exceptionnels et de caractères originaux), qui devient en janvier 1995 la Fondation Nicolas-Hulot pour la nature et l'homme (reconnue d'utilité publique en 1996) dont il est président jusqu'en juin 2017.
En février-mars 1992 Nicolas Hulot et Gérard Feldzer expérimentent le dirigeable de Didier Costes avec sa dérive flottante appelée « chien de mer ». L'année suivante, en mars 1993, ils tentent la traversée de l'Atlantique depuis l'Espagne en dirigeable à pédales à propulsion électrique d'origine solaire et musculaire (pédaliers). Cette tentative échoue cependant après 1 500 km, non loin des îles du Cap-Vert,.
Depuis lors les projets et les partenariats n'ont cessé de se développer. Ses « partenaires fondateurs » sont EDF, l'Oréal, TF1, auxquels s'ajoute Véolia,[source insuffisante]. TF1 possède la marque Ushuaïa dont Hulot reçoit des royalties.
Depuis 2006, le Muséum national d'histoire naturelle et l’association Noé Conservation, en partenariat avec la Fondation Nicolas-Hulot pour la nature et l'homme, organisent chaque année des événements ludiques dans le but de rapprocher l'humain de la biodiversité.
Après avoir travaillé aux côtés des enfants et des enseignants, en 2005 la Fondation Nicolas-Hulot et l'Agence de l'environnement et de la maîtrise de l'énergie (Ademe) lancent l’opération « Défi pour la Terre ». Elles invitent le public, les collectivités ou les entreprises à être dans les gestes de la vie quotidienne plus respectueux de l’environnement.
En 2009 la Fondation franchit une nouvelle étape en lançant la campagne ÉVOLUTION, Chapitre 2.

« Face au carrefour de crises écologique, sociale, financière, la Fondation Nicolas Hulot invite chacun à se projeter dans l'avenir, à oser l’inédit pour bâtir autre chose, ouvrir un nouveau chapitre de notre histoire individuelle et collective. Avec le Comité de Veille Écologique, la Fondation entend participer à sa mesure à ce grand défi, en encourageant la volonté d’agir et en mettant au débat des pistes de réflexion pour construire demain autrement. »

En janvier 2013 la fondation lance un think tank de la transition écologique.

### Engagement politique pour l'écologie

#### Avant 2007
Cette section ne s'appuie pas, ou pas assez, sur des sources secondaires ou tertiaires indépendantes du sujet. Le texte peut contenir des analyses inexactes ou inédites de sources primaires.
Pour l'améliorer, ajoutez-en, ou placez des modèles {{Source secondaire souhaitée}} ou {{Source secondaire nécessaire}} sur les passages mal sourcés. (septembre 2021)
Nicolas Hulot a conseillé plusieurs personnalités politiques telles que Laurent Fabius ou Jacques Chirac, dont il aurait refusé en 2002 la proposition de devenir ministre de l’Écologie. Il est à l'origine de l'idée d'inclure une charte de l'environnement dans la Constitution, ce qui est effectif depuis mars 2005.
Partisan d'une société de sobriété, il cite Jean-Baptiste de Foucauld qui préconise l'« abondance frugale » : « Il ne s'agit pas de supprimer voitures et avions. Mais d'organiser la modération avant d'y être contraint. Soit l'évolution sera imposée à nous, soit on l'organisera ».
Le 29 juillet 2006, des rumeurs circulent selon lesquelles il pourrait être candidat à l'élection présidentielle française de 2007, mais il dément : « Je ferai tout pour ne pas être candidat ». Il se rend aux universités d'été de l'UDF, des Verts et de Cap21 pour prôner aux politiques la nécessité d'agir d'urgence pour préserver notre environnement. Courant septembre, il annonce sur le site de sa Fondation qu'il présentera sa décision fin novembre.

Sa démarche vise à faire pression sur les hommes et appareils politiques, il écrit sur son site : 

« Il faut placer les enjeux écologiques au cœur de l’élection présidentielle ! 9 Français sur 10 estiment nécessaire de changer profondément de politique pour faire face au risque écologique, 52 % souhaitent que la protection de l’environnement soit parmi les objectifs prioritaires du futur président. À l’aube des élections, je lance un appel à la raison en espérant que les candidats de l’ensemble des partis s’emparent de ces questions et fixent des priorités. Je souhaite que les politiques placent ces enjeux au cœur de leurs programmes électoraux. La Fondation et moi-même allons mettre toute notre énergie pour convaincre les candidats en ce sens. »

#### Pacte écologique de 2007
Le 7 novembre 2006, il lance le Pacte écologique afin d'imposer l'écologie dans la campagne présidentielle française. Il souhaite ainsi interpeller les candidats, mobiliser les citoyens et nourrir le débat public. Son pacte est signé par cinq candidats sur douze déclarés à la présidentielle (Ségolène Royal, Nicolas Sarkozy, François Bayrou, Marie-George Buffet et Dominique Voynet) et 740 300 personnes (au 24 mai 2007). Deux autres candidats, qui n'ont pas signé le pacte, ont néanmoins réagi à l'initiative : Arlette Laguiller rejette la responsabilité de la situation sur le patronat et refuse en bloc les mesures proposées par Nicolas Hulot tandis qu'Olivier Besancenot propose des solutions alternatives, selon lui plus efficaces que celles proposées.
Le 22 janvier 2007, au cours d'une conférence de presse au Palais de la découverte, il annonce qu'il ne se présentera pas à l'élection présidentielle. Il déclare, au cours de cette conférence de presse relative à sa candidature, qu'il ne « supportera aucun candidat à l'élection présidentielle » laissant « l'impératif écologique au cœur de ses préoccupations ». Il déclare par ailleurs « faire confiance aux candidats à l'élection quant à leur engagement vis-à-vis du Pacte écologique ». À une question relative à son intérêt personnel pour un poste de vice-premier ministre chargé des affaires environnementales, Nicolas Hulot déclare qu'« à ce poste nouveau, délicat, il faudrait quelqu'un qui, au-delà de ses compétences écologiques, ait une solide expérience des institutions ». Il continue à promouvoir son Pacte en rassemblant le 31 janvier ses principaux signataires et des personnes de base.
Au cours de la campagne, Nicolas Hulot est intervenu à plusieurs reprises pour rappeler l'exigence écologique. Les candidats, malgré la signature du pacte, ont relégué au second plan la question du réchauffement climatique et du développement durable.
À la suite de l'élection, une pétition intitulée « Pacte contre Hulot » est mise en ligne sur Internet par ses détracteurs.

#### Période 2008-2011

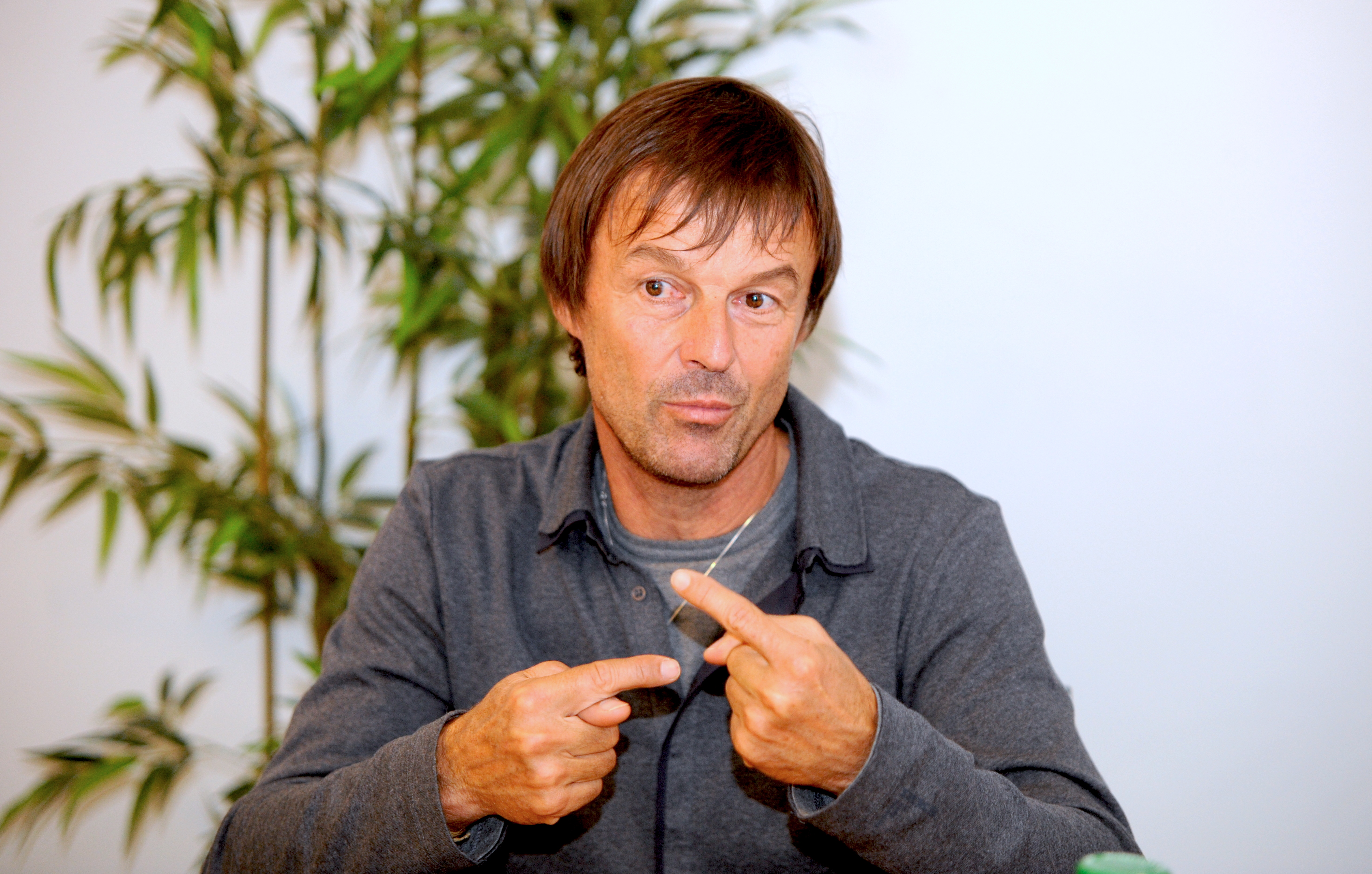
Nicolas Hulot, le 05 octobre 2009 à Paris.

Le 22 octobre 2008, il intervient pendant la conférence de presse de la plateforme collaborative écologiste et humaniste Colibri, fondée par Pierre Rabhi. Il déclare entre autres : « notre vernis civilisationnel ne résistera pas longtemps à la combinaison de la crise écologique et de la pauvreté ».
Le 13 avril 2011, il se déclare candidat à l'élection présidentielle de 2012.
Au printemps 2011, il soutient publiquement le chef amérindien Raoni contre la construction du barrage de Belo Monte.

#### Primaire écologiste de 2011
Le 13 avril 2011, à Sevran en Seine-Saint-Denis, Nicolas Hulot se déclare candidat pour l'élection présidentielle de 2012. Il inscrit sa démarche dans la primaire présidentielle écologiste de 2011. Lors du premier tour, il arrive deuxième avec 40,22 %, derrière Eva Joly (49,75 %), alors que les sondages le donnaient largement gagnant. Il perd face à elle au second tour, en recueillant 41,34 % des suffrages. Eva Joly devient donc la candidate officielle d'Europe Écologie Les Verts.
Par la suite, lors de l'élection présidentielle de 2012, il déclare avoir voté pour le candidat du Front de gauche, Jean-Luc Mélenchon, au premier tour, le trouvant plus pédagogue et plus performant qu'Eva Joly candidate officielle de son parti, en particulier sur les questions environnementales. Au second tour de l'élection, son choix s'oriente sur François Hollande.

#### Sous la présidence Hollande
Le 6 décembre 2012, Nicolas Hulot est nommé « envoyé spécial pour la protection de la planète » par le président de la République, François Hollande. C'est une mission bénévole dont « les objectifs sont notamment de sensibiliser, informer et mobiliser la communauté internationale sur la crise écologique mondiale et les moyens pour y faire face, notamment là où ces enjeux ne sont pas suffisamment pris en compte ». Dans ce cadre, il a transmis une demande d'audience de François Hollande au pape François.
En janvier 2013, il lance un laboratoire d'idées en faveur de la transition écologique.
En novembre 2013, il passe deux jours au Vatican pour y rencontrer de hauts responsables du Saint-Siège afin d’évoquer les questions d’environnement et la prochaine grande conférence qui se tiendra à Paris en 2015. Il rêve « d’un déplacement du pape consacré au changement climatique pour mettre l’humanité devant ses responsabilités et pour qu’elle voie cette réalité qui occasionne déjà des centaines de milliers de victimes par an et des millions de déplacés. » . Il œuvre pour que François Hollande rencontre le pape François pour aborder explicitement ces sujets.
Il fait partie de la délégation qui accompagne le président français lors de sa visite au Saint-Siège le 24 janvier 2014. Le Vatican confirme à cette occasion que le pape François prépare une encyclique sur l'« écologie de l'humanité ».
Sa mission d'envoyé spécial pour la protection de la planète inclut notamment la préparation, avec la diplomatie et la société civile, de la 21e conférence sur le climat (COP21) qui se tient à Paris en décembre 2015,. Dans le cadre de sa mission d'envoyé spécial, et dans la perspective de la Conférence de Paris, il lance le Sommet des Consciences, qui réunit le 21 juillet 2015 au Conseil économique, social et environnemental à Paris une quarantaine de personnalités morales et religieuses du monde entier pour répondre à la question « The climate, why do I care ? » et lancer ensemble un « Appel des Consciences pour le climat ».
Le 7 octobre 2015, il lance un appel aux chefs d'État en vue de la Conférence de Paris de 2015 sur le climat (COP21) : « Chefs d’État, osez ! » accompagné d'une campagne de signatures qui s'appuie sur Break the Internet, une vidéo réalisée par Golden Moustache et un livre Osons !,.
En janvier 2016, il quitte son poste d'« envoyé spécial pour la protection de la planète », et n'écarte pas la possibilité de se présenter à l'élection présidentielle de 2017, mais sans passer par une primaire.
En février 2016, Nicolas Hulot refuse une nouvelle fois d'entrer au gouvernement comme ministre de l’Écologie. Il « remercie le président de la confiance qu’il n’a cessé de lui accorder »,.
Le 5 juillet 2016, il déclare qu'il ne sera pas candidat à l'élection présidentielle de 2017 alors que les principales figures écologistes françaises avaient annoncé qu'elles le soutiendraient s'il se présentait, que les statuts d’une association dévolue au financement de sa campagne venaient d'être déposés en préfecture et qu'une équipe de campagne était en place depuis plusieurs mois. Il précisera que cette décision fut « la plus lourde » de son existence. Au premier tour du scrutin, il vote pour le candidat PS Benoît Hamon.

#### Ministre d'État, ministre de la Transition écologique et solidaire

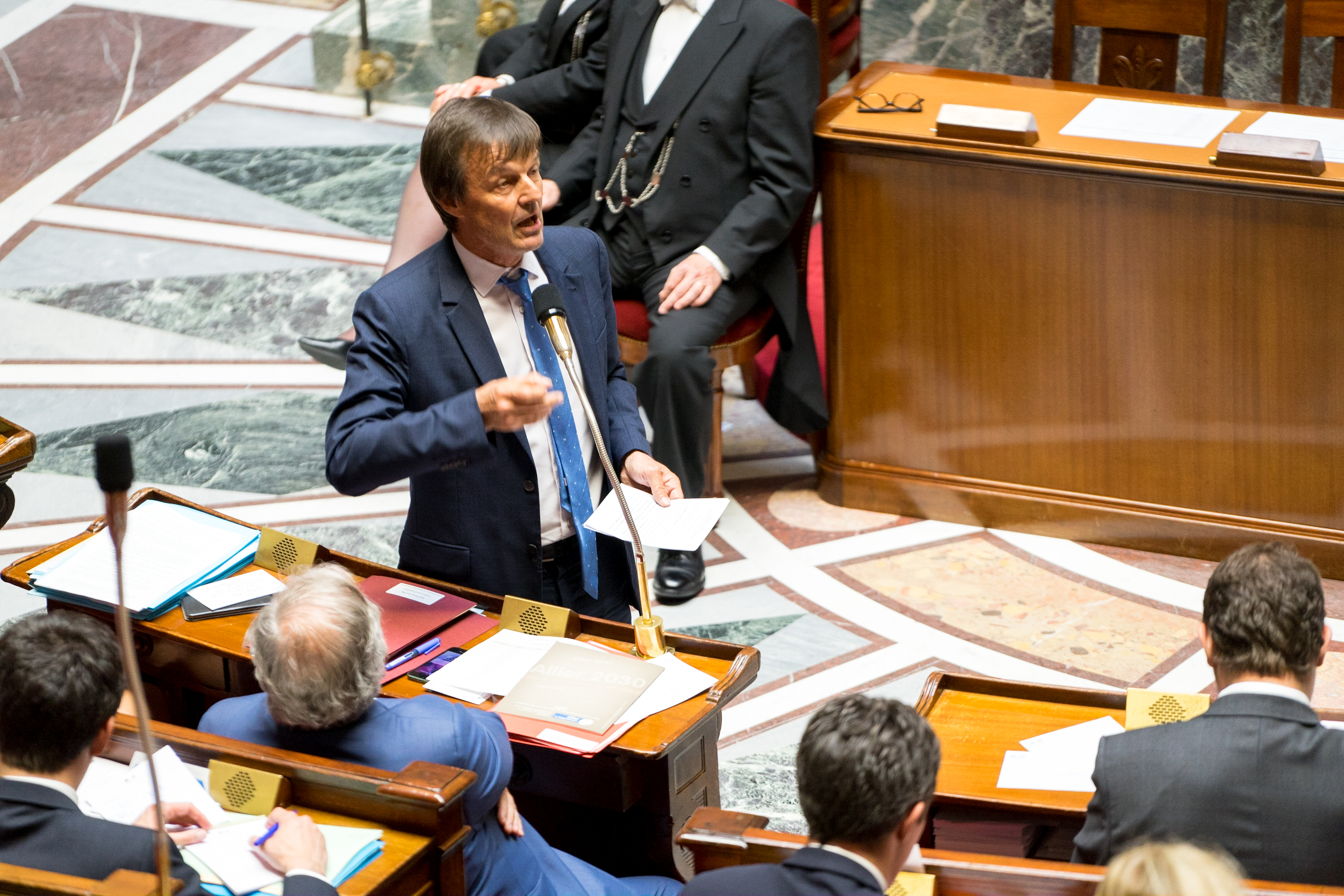
Nicolas Hulot s’exprimant à l’Assemblée nationale.

Le 17 mai 2017, Nicolas Hulot est nommé ministre d'État, ministre de la Transition écologique et solidaire, au sein des gouvernements Philippe I et II, sous la présidence d'Emmanuel Macron. Il se trouve protocolairement au troisième rang, derrière Édouard Philippe (Premier ministre) et Gérard Collomb (ministre d'État, ministre de l'Intérieur). Ses attributions ministérielles sont fixées par un décret et concernent le climat, la pollution de l'air, l'énergie et les transports (ces derniers étant délégués à Élisabeth Borne, ministre chargée des Transports auprès de lui) ; elles sont identiques à celles de sa prédécesseure, Ségolène Royal, à l'exception de la politique de la pêche qui revient au ministère de l'Agriculture ; il obtient en plus « la protection et la valorisation de la nature et de la biodiversité » et la conduite des négociations européennes et internationales sur le climat.
Sa directrice de cabinet est Michèle Pappalardo, qui avait déjà occupé ce poste dans le même ministère auprès de Michel Barnier de 1993 à 1995 ; magistrate à la Cour des comptes, elle a également été directrice de l’Ademe, poste auquel elle a collaboré avec Nicolas Hulot pour l’opération « Défi pour la Terre » en 2005. Sa cheffe de cabinet est Anne Rubinstein, qui occupait le même poste auprès d’Emmanuel Macron au ministère de l'Économie,.
En juillet 2017, Nicolas Hulot présente le « plan climat » du gouvernement, un projet de loi pour engager la France vers la neutralité carbone à horizon 2050 et dans lequel la France s'engage à cesser toute production énergétique à partir du charbon d'ici 2022 et arrêter la commercialisation des voitures roulant à l'essence d'ici 2040,. Pour ce faire, des groupes de travail par filière ont été initiés, les procédures ont été simplifiées et le volume des appels d'offres pour le photovoltaïque ont été augmentés. Cependant des projets d'éoliens offshore attribués par appels d'offres ont été remis en question. Il a aussi fait adopter une loi interdisant la production d'hydrocarbures (pétrole et gaz) en France d'ici 2040, avec cependant des dérogations. Un plan d'aide à la rénovation énergétique des bâtiments a également été présenté.
Toujours en juillet 2017, il autorise l'abattage de 40 loups gris dans l'année (soit quatre de plus que les années précédentes) pour une population estimée de 360 individus sur le territoire français. Cette décision ne satisfait ni les éleveurs, ni les associations de protection de l’environnement.
En 2017, Nicolas Hulot milite pour la fin de l'utilisation du désherbant glyphosate d'ici trois ans. En septembre 2017, il affirme que la France s'opposera à un renouvellement européen de son autorisation, alors que la Commission européenne propose une prolongation de dix ans. En novembre 2017, il annonce que la France votera contre un renouvellement d'autorisation au-delà de trois ans au niveau européen. Finalement, l'Union européenne renouvelle la licence de l'herbicide pour cinq ans le 27 novembre 2017, 18 pays membre de l'UE ayant voté pour. Nicolas Hulot continue son combat pour une sortie du glyphosate en France en trois ans, mais, en février 2018, évoque une possibilité d'exception pour certains agriculteurs, estimant que se passer du glyphosate à 95 % serait une réussite,. En mai 2018, le refus des parlementaires de la majorité d'inscrire dans la loi l'interdiction du glyphosate en 2021 est analysé par L'Obs comme une « défaite » pour le ministre, mais Nicolas Hulot affirme que le projet n'est pas remis en cause,. Le 22 juin 2018, une soixantaine d'acteurs concernés par la sortie du glyphosate sont réunis pour en discuter les modalités sous l'égide de Nicolas Hulot et du ministre de l'Agriculture.
En décembre 2017, selon France TV Info, Nicolas Hulot déclare posséder neuf véhicules à moteur, dont un bateau, un scooter électrique, une moto et six voitures, qui ne rentrent pas toutes dans la catégorie des véhicules propres lui-même luttant contre l'utilisation et la vente de la voiture thermique. Pour se défendre face à la polémique que suscitent ces révélations, Nicolas Hulot affirme au Journal du Dimanche qu'il « roule en électrique 95 % de son temps », en BMW électrique en Bretagne et en scooter électrique à Paris,.
Des écologistes reprochent à Nicolas Hulot le recul de l'exécutif sur le sujet des perturbateurs endocriniens, le CETA ou encore le nucléaire. Par ailleurs, Nicolas Hulot aurait mis sa démission dans la balance, dans le cas où le projet d'aéroport de Notre-Dame-des-Landes serait lancé. Celui-ci est finalement abandonné en janvier 2018. S'agissant du nucléaire, Marc Endeweld indique que Nicolas Hulot « a surtout dû batailler quotidiennement contre le secrétaire général de l'Élysée Alexis Kohler, le ministre de l'Économie Bruno Le Maire, et même son propre secrétaire d'État, Sébastien Lecornu, tous convaincus que seule une relance du programme nucléaire peut répondre aux défis énergétiques de la France ».
En mars 2018, il annonce un projet de réintroduction de deux ours bruns femelles dans les Pyrénées-Atlantiques, conformément aux recommandations formulées par l'expertise conduite par le Muséum national d'histoire naturelle qui préconisait un renforcement de la population ursine dans les Pyrénées, afin que celle-ci soit viable à long terme.

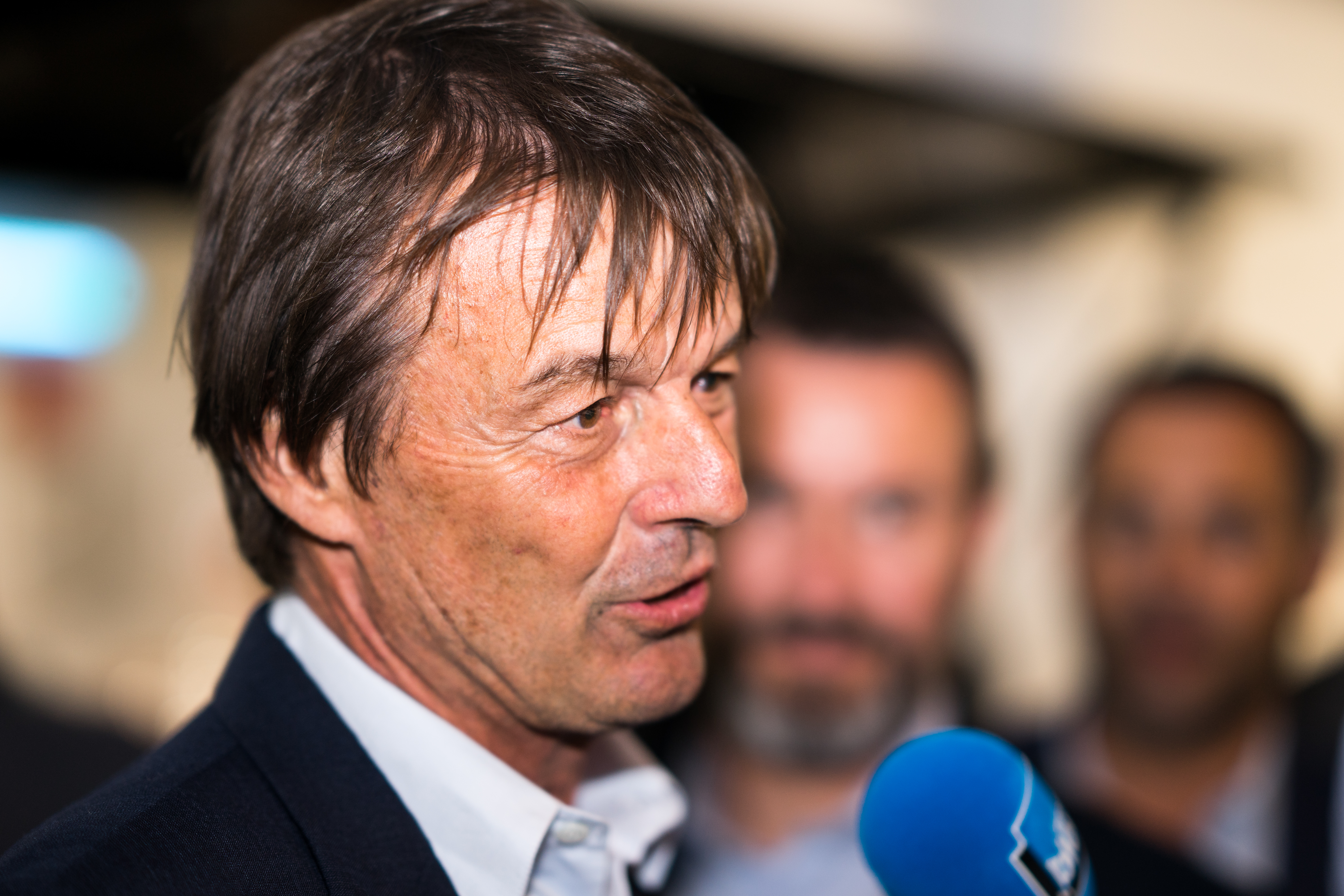
Nicolas Hulot en 2018.

Le 28 août 2018, Nicolas Hulot annonce sa décision de démissionner du gouvernement au micro de la matinale de France Inter. Il dit avoir pris sa décision seul, sans en avoir prévenu ni le président de la République ni le Premier ministre, estimant qu'ils chercheraient à le dissuader. Il déclare : « Je ne veux plus me mentir » et motive son départ en affirmant qu'il a le sentiment que l'écologie n'est pas une priorité du gouvernement. Il déclare aussi qu'il a vécu ses derniers mois au gouvernement comme une souffrance, qu'il ne se sentait pas soutenu, et que le gouvernement n'est pas à la hauteur des enjeux écologiques. Il cite plusieurs domaines où il n'a pas pu faire avancer ses dossiers : l'utilisation des pesticides, la perte de biodiversité et l'artificialisation des sols. En ce qui concerne les progrès réalisés, il les qualifie de « petits pas », insuffisants à enrayer le réchauffement climatique. Ce dernier ne pourrait être stoppé, selon lui, qu'en changeant de système, et il met en cause le libéralisme économique qui serait cause de « désordres »,,. Il explique enfin son départ par l'importance des « lobbies dans les cercles du pouvoir », il dénonce un « problème de démocratie », soulève la question « qui a le pouvoir, qui gouverne ? », et cite cet exemple qui a précipité sa décision : la veille, lors d'une réunion avec le président et des chasseurs, il découvre la présence du lobbyiste Thierry Coste, qui n'était pas invité, et à qui il déclare très frontalement « qu'il n'avait rien à faire là, qu'il n'était pas invité »,. De plus, la semaine précédente, il apprenait par Édouard Philippe une réduction de son budget de 200 millions d'euros, touchant notamment l'aide à la transition écologique (en particulier l'énergie solaire) et le contrôle de la qualité de l'eau ; l'allocation de cette somme basculait vers l'Agence de financement des infrastructures de transport de France (AFITF), une agence jugée par la Cour des comptes « inutile » et « vide »,.
La lettre de démission de Nicolas Hulot parvient à l’Élysée le 29 août et le 31 août il ne participe pas au conseil des ministres. Il est remplacé le 4 septembre 2018 par le président de l'Assemblée nationale, François de Rugy.

#### Après son départ du gouvernement
Lors de son retour médiatique, le 22 novembre 2018 sur France 2, il réaffirme son soutien au projet de Pacte Finance Climat de Jean Jouzel et Pierre Larrouturou, tout en affirmant comprendre la colère exprimée par le mouvement des Gilets jaunes, notamment en raison de l’absence de taxe sur le kérosène des avions et sur le fioul lourd des cargos,.
Le 30 janvier 2019, Nicolas Hulot est nommé président d'honneur de la Fondation pour la nature et l'homme, qui reprend à cette occasion son nom d'origine (Fondation Nicolas Hulot).
Le 19 février 2019, Nicolas Hulot intervient aux côtés de Laurent Fabius et Alain Juppé au Grand débat du Pacte Finance Climat pour soutenir ce projet.
Il s'oppose en juin 2019 à l'accord commercial entre l'Union européenne et le Canada (CETA), qui favorise selon lui « le moins-disant environnemental, sanitaire et social ».

### Accusations d'agressions sexuelles et de viol
En février 2018, le magazine l'Ebdo révèle que, le 16 juillet 2008, une plainte pour viol a été portée par Pascale Mitterrand,, petite-fille de François Mitterrand et nièce de Mazarine Pingeot, contre Nicolas Hulot pour des faits remontant à 1997. Après cette plainte, Nicolas Hulot a été entendu en 2008 et reçoit une lettre du parquet indiquant : « Les faits dénoncés, qui en tout état de cause n'apparaissaient pas établis, font l'objet ce jour d'un classement sans suite en raison de la prescription intervenue. » La plaignante a en effet sciemment choisi d'attendre la prescription, ne voulant pas déposer plainte mais « le mettre devant sa conscience »,,. Les avocats de Nicolas Hulot annoncent que ce dernier leur a demandé de porter plainte contre Ebdo pour « diffamation ». Le magazine cesse de paraître en mars 2018 après seulement trois mois d'existence, et en décembre 2018 Nicolas Hulot retire sa plainte. En août 2019, Mazarine Pingeot publie chez Julliard un roman, Se taire, qui raconte l'histoire d'une jeune photographe violée par une sommité médiatique, allusion probable aux faits reprochés à Nicolas Hulot,. Un article de Reporterre relance le sujet le 22 septembre 2021, avec un témoignage de Bérangère Bonte, biographe de Nicolas Hulot. Celui-ci aurait choisi volontairement la « belle » photographe, et aurait refusé qu'elle vienne accompagnée.
Le 24 novembre 2021, à la veille de la diffusion d'une enquête de l'émission Envoyé spécial sur France 2, donnant la parole à des femmes qui l'accusent d'agressions sexuelles et de viol, parmi lesquelles Maureen Dor, Nicolas Hulot dément avoir commis de tels actes et annonce « je quitte définitivement la vie publique tout simplement parce que je suis écœuré, […] Je vais quitter la présidence d’honneur de ma fondation, qui est l’œuvre de ma vie […] Certains esprits malins vont prendre ça comme un indice de culpabilité. Non, c’est l’expression de mon écœurement »,. Sur BFM et C8, la militante féministe Anaïs Leleux, affirme qu'une femme accusant Nicolas Hulot était « mineure au moment des faits ». À la suite de la diffusion d'Envoyé spécial, le parquet de Paris annonce l'ouverture d'une enquête préliminaire pour viol et agression sexuelle à l'encontre de Nicolas Hulot. Cela concerne des faits susceptibles d'avoir été commis à Paris, à l'égard d'une victime mineure.
En France, apparait à cette période un « MeToo média », le quotidien Libération ayant peu avant fait sa une du 8 novembre 2021 sur une autre enquête, de huit pages, recoupant les accusations contre l'ex-présentateur de TF1 Patrick Poivre d'Arvor de huit femmes pour des faits supposés de viols, agressions, ou harcèlement sexuel.
La médiatisation de l'affaire Hulot suscite un débat sur le « désormais fameux tribunal médiatique », favorisé par un nouveau journalisme d'enquête, mais l'expression est récusée par ses nouvelles figures. La polémique vaut à Élise Lucet la critique du choix d'un journalisme d'enquête : l'animateur télé Laurent Ruquier l'accuse d'agir en juge, une critique similaire à celle prononcée par Nicolas Hulot, qui accusait Élise Lucet sur BFMTV de lui faire un « procès médiatique ». Elle répond que c'est « au service public d'enquêter sur ces affaires » : recueil de témoignages, vérification, recoupement, proposition d'interview à Nicolas Hulot, approché depuis 17 jours, en mettant en œuvre la rigueur qui a fait sa popularité et celle de ses enquêtes télévisées.
En septembre 2022, le parquet de Paris classe sans suite l'enquête pour viol et agression sexuelle sur mineur, pour prescription de l'action publique,.

### Vie privée
De 1986 à 1992, Nicolas Hulot partage la vie de Dominique Cantien, directrice des variétés à TF1 (de 1987 à 1994) et productrice de l'émission Ushuaïa. Le 3 septembre 1993, il épouse à Saint-Malo (Ille-et-Vilaine) Isabelle Patissier, double championne du monde d'escalade. Le couple divorce le 9 avril 1996. Il se remarie à Viens (Vaucluse), le 5 octobre 2002, avec Florence Lasserre, la mère de ses deux fils, Nelson et Titouan, et ancienne conseillère municipale de Saint-Lunaire, (Ille-et-Vilaine). Il est père de trois enfants.

## Distinctions et décorations
- Commandeur de la Légion d'honneur (2015)[130] ; officier (2007) ; chevalier (1997)
- Officier de l'ordre national du Mérite (2000)[131] : nommé directement officier
- Commandeur de l'ordre du Mérite maritime ex officio, en tant que ministre chargé des affaires maritimes[132]
- Chevalier de l'ordre des Arts et des Lettres[4]
- Officier de l'ordre national du Lion du Sénégal (1999)
- Officier de l'ordre de Grimaldi (2013)[133]
- Docteur honoris causa de l'université de Mons (2019)[134]

## Une figure médiatique

### Popularité
Apprécié de l'opinion publique française, il est régulièrement en tête des sondages de popularité,. En 2016, il est l'homme politique le plus populaire selon un sondage de l'institut Odoxa pour le Parisien, mais sans que cela se traduise en intentions de vote.

### Pensée
Hervé Kempf, pour Le Monde, souligne que son film Le Syndrome du Titanic sorti en octobre 2009 pourrait faire de Nicolas Hulot une figure qui « dérange » si ce dernier acceptait de cesser d'être « gentil » et commençait à critiquer les « égoïsmes de classe », ceux de l'oligarchie qui cherche à « maintenir ses intérêts et ses privilèges ».
Pour Le Monde, c'est un tournant dans sa carrière, l'écolo devenant radical, plus social :

« Les accents sont tiers-mondistes, anticapitalistes, décroissants » risquant de le rendre moins consensuel, ce à quoi Hulot répond : « Ce n'est pas moi qui me suis radicalisé, c'est la situation […] Je me suis d'abord beaucoup penché sur la dimension écologique, je n'ignorais pas la dimension humaine, mais j'ai pris conscience, il y a deux ou trois ans, avec les crises qui se sont succédé, que tout était imbriqué » »

.
L'échec du film affecte beaucoup Nicolas Hulot qui se dit « perdu » à devoir continuer à lutter pour exposer des évidences incontestées au public et aux élites, dans un combat qui lui a beaucoup coûté ces 20 dernières années face à l'inertie. Il considère déroutant de devoir continuer d'expliquer que la décroissance est inévitable à cause de l'épuisement de certaines ressources, et précise que le capitalisme s'il est débridé dans un monde physiquement limité, et inégalitaire dans un monde interconnecté va au désastre, « à cause de la nature et de la nature humaine », la nature arrivant au point de rupture et les nations et les individus se battant pour les ressources.

## Critiques

### Médiatisation et financements
En 2007, Nicolas Hulot fait l'objet de critiques de Vincent Cheynet, membre du courant décroissant, qui le considère comme un homme surmédiatisé, acceptant des fonds de la part de grandes entreprises telles qu'EDF, Vinci ou L'Oréal. L'hebdomadaire Marianne souligne également cette contradiction en septembre 2009 — qu'il qualifie de « relations incestueuses avec le CAC 40 » — entre son discours anti-capitaliste et le généreux soutien dont il bénéficie de la part de multinationales pour produire ses émissions et documentaires[réf. incomplète]. Un rapport parlementaire de 2011 note également l’ambiguïté de Nicolas Hulot et sa fondation au niveau des financements notant qu'« EDF est une entreprise de pointe dans le secteur nucléaire […] Dès lors, comment interpréter, par exemple, la position très mesurée de Nicolas Hulot sur l'énergie nucléaire ? ». Nicolas Hulot rétorque qu'il va chercher l'argent « là où il est » pour « créer des passerelles plutôt que des fossés ». Il réfute avoir changé la fin du Syndrome du Titanic sous la pression des sponsors et la FNH mentionne que « la position de Nicolas Hulot dans le Pacte écologique sur le nucléaire — en particulier sur l'EPR — est très loin du copier-coller de celle d'EDF ».

### Réchauffement climatique
Claude Allègre, ancien ministre de l'Éducation nationale, le critique en 2009, le traitant d'« imbécile » qui « envoie les gens rouler à vélo et lui, fait ses affaires en hélicoptère », après que Nicolas Hulot s'était opposé à son entrée au gouvernement de François Fillon à cause de ses opinions controversées sur le réchauffement climatique,. Rappelant que les changements climatiques occasionnent « 300 000 morts par an », Hulot rétorque que l'opposition d'Allègre au consensus de milliers de scientifiques sur le sujet font que « l'injure et le mensonge ne remplacent pas la vérité scientifique ».

### Ministre de la Transition écologique et solidaire
Pendant le ministère de Nicolas Hulot, qui commence en mai 2017, Reporterre met en place un « Hulotscope » pour juger des réalisations concrètes en matière d'écologie. Reporterre estime que « la politique environnementale de MM. Macron, Philippe et Hulot est déplorable : des mots, des plans, des promesses ». Toujours selon Reporterre, Nicolas Hulot n'a pas compris que « MM. Macron et Philippe le traitent en fonction de leur seul intérêt politique » et que, à force de céder sur les projets concrets, Nicolas Hulot se déconsidère aux yeux du président de la République et son premier ministre, ainsi qu'aux yeux des écologistes. Europe 1 estime que Nicolas Hulot est « très isolé » au sein d'un gouvernement qui ne remet pas en cause « la logique productiviste, qu'elle soit industrielle ou agricole ». Selon Europe 1, Nicolas Hulot doit faire face à la « pression des lobbys », qui peuvent être soutenus par des experts qui « ne sont plus simplement de grands « sachants » qui défendent l'intérêt général », mais qui « sont souvent liés à des intérêts plus privés, dont le but est bien de conserver leurs rentes ».
Environ un an après la nomination de Nicolas Hulot au ministère, le journal Le Parisien dresse un premier bilan de ses actions, jugeant qu'il y a eu des « succès », et des « renoncements ». Parmi les « succès », Le Parisien mentionne par exemple que Nicolas Hulot a sauvé l'interdiction des néonicotinoïdes, insecticides tueurs d'abeilles, ou encore que l'objectif de 50 % de nourriture biologique dans les cantines est entré dans la loi. Le journal enregistre aussi dans les « succès » la loi adoptée en décembre 2017 visant à stopper la production de pétrole, charbon, gaz, gaz de schiste, etc, d'ici 2040. Mais Le Parisien affirme que le texte « comporte néanmoins plusieurs dérogations — comme la poursuite de l'exploitation de soufre du bassin de Lacq — mal digérées par les écolos ». Concernant les « renoncements », le journal indique un « gros revers pour les défenseurs de l'environnement » : l'annonce en novembre 2017, « du recul du gouvernement sur le nucléaire ». Et, selon le journal, Nicolas Hulot est « également accusé d'avoir cédé sur les perturbateurs endocriniens ».

## Publications
- Tabarly : 45 ans de défi, Pac, Paris, 1976
- Ces enfants qui souffrent, Pac, Paris, 1978
- Chasseurs de Pôles, Albin Michel, Paris, 1989
- Les Chemins de traverse, JC Lattès, Paris, 1989 ; Pocket, Paris, 1990
- États d'âme, JC Lattès, Paris, 1991 ; LGF, Paris, 1992
- Questions de nature, Plon, Paris, 1995 ; Pocket, Paris, 1996
- À mes risques et plaisirs, Plon, Paris, 1998 ; Pocket, Paris, 2000
- Pour que la Terre reste humaine, Seuil, Paris, 1999 ; Seuil, coll. Points, Paris, 2001
- Ushuaïa nature : paradis du bout du monde, Michel Lafon, Paris, 2000
- Planète nature, Michel Lafon, Paris, 2002
- Ushuaïa nature. Vol. 2, Voyages au cœur de l'extrême, Michel Lafon, Paris, 2003
- Le Syndrome du Titanic, Calmann-Lévy, Paris, 2004 ; LGF, Paris, 2004
- Écologuide de A à Z : pour les juniors, Le cherche midi, Paris, 2004
- Ushuaïa : le grand album, Michel Lafon, Paris, 2004
- La Terre en partage : éloge de la biodiversité, La Martinière, Paris, 2005
- Graines de possibles, regards croisés sur l'écologie (avec Pierre Rabhi), Calmann-Lévy, Paris, 2005  (ISBN 978-2-7021-3589-1)
- Pour un pacte écologique, Calmann-Lévy, Paris, 2006  (ISBN 978-2-7021-3742-0)
- Le Syndrome du Titanic 2, Calmann-Lévy, Paris, 2009  (ISBN 978-2-7021-3960-8)
- Parcs nationaux en France, avec Patrick Desgraupes et Michel Fonovich, Aubanel, Paris, 2009  (ISBN 978-2-7006-0672-0)
- Nos années Ushuaïa - 25 ans d'émerveillement, Éditions du Toucan, Paris, 2012  (ISBN 978-2-8100-0511-6)
- Plus haut que mes rêves, Calmann-Lévy, Paris, 2013  (ISBN 978-2-7021-4398-8)
- Osons ! Plaidoyer d'un homme libre, Les liens qui libèrent, 2015  (ISBN 979-1020903198)
- Mon écologuide de A à Z, Paris, 2015
- Ne plus me mentir, entretiens, éditions de l'aube, 2018  (ISBN 9782815932325)
- D'un monde à l'autre, le temps des consciences, en collaboration avec Frédéric Lenoir aux éditions Fayard, 2020  (ISBN 2213716528)

## Filmographie
- Le Syndrome du Titanic, documentaire de Nicolas Hulot et Jean-Albert Lièvre, 2009